# Гасиев, Пётр Михайлович
Пётр Михайлович Гасиев — советский хозяйственный и государственный деятель, лауреат Государственной премии СССР за выдающиеся достижения в труде.

## Биография
Родился в 1924 году в селе Весёлое. Член КПСС.
Участник Великой Отечественной войны: санинструктор 5-й батареи 899-го артиллерийского полка 337-й стрелковой дивизии.
В 1947—1984 годах — механизатор, звеньевой механизированного звена, бригадир механизированной зерноводческой бригады колхоза «Красная Осетия» Моздокского района Северо-Осетинской АССР.
За получение высоких и устойчивых урожаев зерновых и крупяных культур на основе эффективного использования достижений науки, передовой практики и новых форм организации труда был в составе коллектива удостоен Государственной премии СССР за выдающиеся достижения в труде 1980 года.
Умер в селе Весёлом в 2009 году.

## Награды
- Орден Ленина
- Орден Отечественной войны I степени (06.04.1985)
- Орден Трудового Красного Знамени
- Орден Красной Звезды (22.06.1945)
- Медаль За отвагу (18.10.1943)